# Bajip Corvvosjavri
Bajip Corvvosjavri är en sjö i Kiruna kommun i Lappland och ingår i Torneälvens huvudavrinningsområde. Sjön har en area på 0,177 kvadratkilometer och ligger 854,9 meter över havet.